# Cours-les-Barres
Cours-les-Barres è un comune francese di 1 114 abitanti situato nel dipartimento del Cher, nella regione del Centro-Valle della Loira.

## Società

### Evoluzione demografica
Abitanti censiti